# 叶尼塞运载火箭
叶尼塞运载火箭 （俄语: Енисей），是自苏联解体以来俄羅斯航太研发的第一款超重型运载火箭，是俄罗斯月球计划的主要运载火箭。
叶尼塞运载火箭的最终设计预计在2021年10月完成，并預計在2028年于东方航天发射场进行首次发射。據俄新社2021年9月15日報導，俄羅斯進步火箭航天中學稱，已停止探月項目的超重型運載火箭的技術設計。俄羅斯載人登月計畫現改為四枚安加拉A5V的方案。

## 设计
| 火箭              | 叶尼塞      | 叶尼塞-顿河 |
| ----------------- | ----------- | ----------- |
| 类型              | 第一组态    | 第二组态    |
| 第一级            | 6台RD-171MV | 6台RD-171MV |
| 第二级            | RD-180      | RD-180      |
| 第三级            | -           | 2台RD-0150  |
| 第四级            | 2台RD-0146  | 2台RD-0146  |
| 第五级            | 11D58MF     | 11D58MF     |
| 质量(t)           | 3167        | 3281        |
| 近地轨道 有效载荷 | 103         | 140         |
| GEO 有效载荷      | 26          | 29.5        |
| TLI有效载荷       | 27          | 33          |